# Championnat du Japon de football 2018
Navigation
J1 League 2017 J1 League 2019
Le Championnat du Japon de football 2018 est la 53e édition de la première division japonaise et la 26e édition de la J.League. Le championnat a débuté le 23 février 2018 et s'est achevé le 1er décembre 2018. 
Les meilleurs de ce championnat se qualifient pour la compétition continentale qu'est la Ligue des Champions de l'AFC. Le nombre de qualifiés en Ligue des Champions via le championnat, de trois à quatre, varie en fonction du vainqueur de la coupe nationale, la coupe de l'Empereur.

## Les clubs participants
Les 15 premiers de la J League 2017, les trois premiers de la J2 League 2017 participent à la compétition.
| Club                       | Dernière montée | Ville     | Classement 2017 | Entraîneur          | Depuis | Stade                          | Capacité | Nombre de saisons |
| -------------------------- | --------------- | --------- | --------------- | ------------------- | ------ | ------------------------------ | -------- | ----------------- |
| Kawasaki Frontale          | 2005            | Kawasaki  | 1er             | Toru Oniki          | 2017   | Stade d'athlétisme de Todoroki | 27 495   | 15                |
| Kashima Antlers            | -               | Kashima   | 2e              | Go Oiwa             | 2017   | Stade de Kashima               | 40 728   | 26                |
| Cerezo Osaka               | 2017            | Osaka     | 3e              | Yoon Jong-hwan      | 2017   | Stade Nagai                    | 50 000   | 20                |
| Kashiwa Reysol             | 2011            | Kashiwa   | 4e              | Nozomu Kato         | 2018   | Hitachi Kashiwa Stadium        | 15 349   | 22                |
| Yokohama F. Marinos        | -               | Yokohama  | 5e              | Ange Postecoglou    | 2018   | Stade Nissan                   | 72 327   | 26                |
| Júbilo Iwata               | 2016            | Iwata     | 6e              | Hiroshi Nanami      | 2014   | Stade Yamaha                   | 16 893   | 23                |
| Urawa Red Diamonds         | 2001            | Saitama   | 7e              | Oswaldo de Oliveira | 2018   | Stade Saitama 2002             | 63 700   | 25                |
| Sagan Tosu                 | 2012            | Tosu      | 8e              | Massimo Ficcadenti  | 2016   | Stade de Tosu                  | 24 460   | 7                 |
| Vissel Kobe                | 2014            | Kobe      | 9e              | Juanma Lillo        | 2018   | Stade du parc Misaki           | 30 132   | 20                |
| Gamba Osaka                | 2014            | Suita     | 10e             | Tsuneyasu Miyamoto  | 2018   | Stade de football de Suita     | 40 000   | 25                |
| Hokkaido Consadole Sapporo | 2017            | Sapporo   | 11e             | Mihailo Petrović    | 2018   | Dôme de Sapporo                | 42 122   | 7                 |
| Vegalta Sendai             | 2010            | Sendai    | 12e             | Susumu Watanabe     | 2014   | Stade de Sendai                | 19 694   | 11                |
| FC Tokyo                   | 2012            | Tokyo     | 13e             | Kenta Hasegawa      | 2018   | Stade Ajinomoto                | 50 000   | 18                |
| Shimizu S-Pulse            | 2017            | Shizuoka  | 14e             | Jan Jönsson         | 2018   | Stade du parc Nihondaira       | 20 299   | 25                |
| Sanfrecce Hiroshima        | 2009            | Hiroshima | 15e             | Hiroshi Jofuku      | 2018   | Grande Arche d'Hiroshima       | 50 000   | 24                |
| Shonan Bellmare            | 2018            | Hiratsuka | 1er             | Bin Ukishima        | 2019   | Hiratsuka Stadium              | 18 500   | 11                |
| V-Varen Nagasaki           | 2018            | Nagasaki  | 2e              | Takuya Takagi       | 2012   | Nagasaki Athletic Stadium      | 20 246   | 1                 |
| Nagoya Grampus             | 2018            | Nagoya    | 4e              | Yahiro Kazama       | 2017   | Stade Toyota                   | 45 000   | 25                |

- Tenant du titre et qualifié pour la phase de groupe de la Ligue des champions de l'AFC 2018
- Qualifié pour le tour préliminaire de la Ligue des champions de l'AFC 2018
- Promu de la J2 League 2017

### Localisation des clubs
| \| Clubs du Grand Tokyo · FC Tokyo (Tokyo) · Kawasaki Frontale (Kanagawa) · Kashima Antlers (Ibaraki) · Urawa Red Diamonds (Saitama) · Shonan Bellmare (Kanagawa) · Yokohama F. Marinos (Kanagawa) · Kashiwa Reysol (Chiba) Grand Tokyo Cerezo Osaka Sanfrecce Hiroshima Gamba Osaka Vissel Kobe Hokkaido Consadole Sapporo Vegalta Sendai Shimizu S-Pulse Nagoya Grampus Sagan Tosu Júbilo Iwata V-Varen Nagasaki \| Localisation des clubs engagés dans le championnat. |
| Clubs du Grand Tokyo · FC Tokyo (Tokyo) · Kawasaki Frontale (Kanagawa) · Kashima Antlers (Ibaraki) · Urawa Red Diamonds (Saitama) · Shonan Bellmare (Kanagawa) · Yokohama F. Marinos (Kanagawa) · Kashiwa Reysol (Chiba) Grand Tokyo Cerezo Osaka Sanfrecce Hiroshima Gamba Osaka Vissel Kobe Hokkaido Consadole Sapporo Vegalta Sendai Shimizu S-Pulse Nagoya Grampus Sagan Tosu Júbilo Iwata V-Varen Nagasaki                                                           |

| Clubs du Grand Tokyo · FC Tokyo (Tokyo) · Kawasaki Frontale (Kanagawa) · Kashima Antlers (Ibaraki) · Urawa Red Diamonds (Saitama) · Shonan Bellmare (Kanagawa) · Yokohama F. Marinos (Kanagawa) · Kashiwa Reysol (Chiba) Grand Tokyo Cerezo Osaka Sanfrecce Hiroshima Gamba Osaka Vissel Kobe Hokkaido Consadole Sapporo Vegalta Sendai Shimizu S-Pulse Nagoya Grampus Sagan Tosu Júbilo Iwata V-Varen Nagasaki |

## Compétition

### Classement
Source : CLASSEMENT J1 LEAGUE 2018 sur transfermarkt.fr
| Rang | Équipe                     | Pts | J  | G  | N  | P  | Bp | Bc | Diff |
| ---- | -------------------------- | --- | -- | -- | -- | -- | -- | -- | ---- |
| 1    | Kawasaki Frontale T        | 69  | 34 | 21 | 6  | 7  | 57 | 27 | +30  |
| 2    | Sanfrecce Hiroshima        | 57  | 34 | 17 | 6  | 11 | 47 | 35 | +12  |
| 3    | Kashima Antlers C1         | 56  | 34 | 16 | 8  | 10 | 50 | 39 | +11  |
| 4    | Hokkaido Consadole Sapporo | 55  | 34 | 15 | 10 | 9  | 48 | 48 | 0    |
| 5    | Urawa Red Diamonds C       | 51  | 34 | 14 | 9  | 11 | 51 | 39 | +12  |
| 6    | FC Tokyo                   | 50  | 34 | 14 | 8  | 12 | 39 | 34 | +5   |
| 7    | Cerezo Osaka S             | 50  | 34 | 13 | 11 | 10 | 39 | 38 | +1   |
| 8    | Shimizu S-Pulse            | 49  | 34 | 14 | 7  | 13 | 56 | 48 | +8   |
| 9    | Gamba Osaka                | 48  | 34 | 14 | 6  | 14 | 41 | 46 | -5   |
| 10   | Vissel Kobe                | 45  | 34 | 12 | 9  | 13 | 45 | 52 | -7   |
| 11   | Vegalta Sendai             | 45  | 34 | 13 | 6  | 15 | 44 | 54 | -10  |
| 12   | Yokohama F. Marinos        | 41  | 34 | 12 | 5  | 17 | 56 | 56 | 0    |
| 13   | Shonan Bellmare P L        | 41  | 34 | 10 | 11 | 13 | 36 | 41 | -5   |
| 14   | Sagan Tosu                 | 41  | 34 | 10 | 11 | 13 | 29 | 34 | -5   |
| 15   | Nagoya Grampus P           | 41  | 34 | 12 | 5  | 17 | 52 | 59 | -7   |
| 16   | Júbilo Iwata               | 41  | 34 | 10 | 11 | 13 | 35 | 48 | -13  |
| 17   | Kashiwa Reysol             | 39  | 34 | 12 | 3  | 19 | 47 | 54 | -7   |
| 18   | V-Varen Nagasaki P         | 30  | 34 | 8  | 6  | 20 | 39 | 59 | -20  |

|  | Qualification pour la Ligue des champions de l'AFC 2019 |
|  | Qualification pour le tour préliminaire de la Ligue des champions de l'AFC 2019 |
|  | Reléguer en J League 2 2019 |
|  | T : Tenant du titre C : Vainqueur de la Coupe de l'Empereur 2018 L : Vainqueur de la Coupe de la Ligue 2018 S : Vainqueur de la Supercoupe du Japon 2018 C1 : Vainqueur de la Ligue des champions de l'AFC 2018 P : Promu de D2 |

### Barrage montée-relégation
Le match oppose le 16e de la première division contre le troisième de la deuxième division :
| 8 décembre 2018 | Júbilo Iwata                   | 2 - 0                         | Tokyo Verdy | Stade Yamaha, Iwata                           |                                               |
|                 | Ogawa 41e (pen.) · Taguchi 80e | (1 - 0)                       |             | Spectateurs : 14 588 Arbitrage : Masaaki Toma | Spectateurs : 14 588 Arbitrage : Masaaki Toma |
| Ominami 55e     | Rapport                        | 43e Kajikawa · 90+3e Yong-jik |             | Spectateurs : 14 588 Arbitrage : Masaaki Toma | Spectateurs : 14 588 Arbitrage : Masaaki Toma |

## Statistiques

### Meilleurs buteurs
|                    | Buteur         | Club                       | Buts | Pen. | MJ | BM%  | Min.  |
| ------------------ | -------------- | -------------------------- | ---- | ---- | -- | ---- | ----- |
| Médaille d'or      | Jô             | Nagoya Grampus             | 24   | 5    | 33 | 0,73 | 2 870 |
| Médaille d'argent  | Patric         | Sanfrecce Hiroshima        | 20   | 2    | 33 | 0,61 | 2 806 |
| Médaille de bronze | Hwang Ui-jo    | Gamba Osaka                | 16   | 2    | 27 | 0,59 | 2 084 |
| 4                  | Yu Kobayashi   | Kawasaki Frontale          | 15   | 2    | 27 | 0,56 | 2 201 |
| 5                  | Shinzo Koroki  | Urawa Red Diamonds         | 15   | 2    | 33 | 0,45 | 2 801 |
| 6                  | Koya Kitagawa  | Shimizu S-Pulse            | 13   | 2    | 32 | 0,41 | 2 344 |
| 7                  | Diego Oliveira | FC Tokyo                   | 13   | 3    | 32 | 0,41 | 2 608 |
| 8                  | Hugo Vieira    | Yokohama F. Marinos        | 13   | 2    | 31 | 0,42 | 1 974 |
| 9                  | Ken Tokura     | Hokkaido Consadole Sapporo | 12   | 1    | 30 | 0,40 | 1 883 |
| 10                 | Yuma Suzuki    | Kashima Antlers            | 11   | 2    | 32 | 0,34 | 2 369 |

| Source : CLASSEMENT DES BUTEURS J1 LEAGUE 2018 Légende Pen. : Nombre de pénaltys MJ : Nombre de matchs joués BM% : Ratio de buts par match Min. : Temps de jeu total en minutes |

## Parcours continental des clubs
Le parcours des clubs japonais en Ligue des champions de l'AFC est important puisqu'il détermine le coefficient AFC japonais, et donc le nombre de clubs japonais présents dans la compétition les années suivantes.
| Club              | Compétition         | Résultat        | Ultime(s) adversaire(s) | Ultime(s) adversaire(s) | Ultime(s) adversaire(s) |
| ----------------- | ------------------- | --------------- | ----------------------- | ----------------------- | ----------------------- |
| Kawasaki Frontale | Ligue des champions | Phase de groupe | Shanghai Port           | Ulsan Hyundai           | Melbourne Victory       |
| Kashima Antlers   | Ligue des champions | Vainqueur       | Persépolis FC           | Persépolis FC           | Persépolis FC           |
| Cerezo Osaka      | Ligue des champions | Phase de groupe | Guangzhou FC            | Buriram United          | Jeju United             |
| Kashiwa Reysol    | Ligue des champions | Phase de groupe | Jeonbuk Hyundai Motors  | Tianjin Tianhai         | Kitchee SC              |